# Stockholms Läns Omnibus
Stockholms Läns Omnibusaktiebolag (SLO) var ett busstrafikbolag som trafikerade norra delen av Stockholms län mellan 1925 och 1959. SLO var från 1927 ett dotterbolag till Stockholm-Rimbo Järnvägsaktiebolag (SRJ) vilket i sin tur var ett dotterbolag till Statens järnvägar från 1 juli 1951.

## Historik

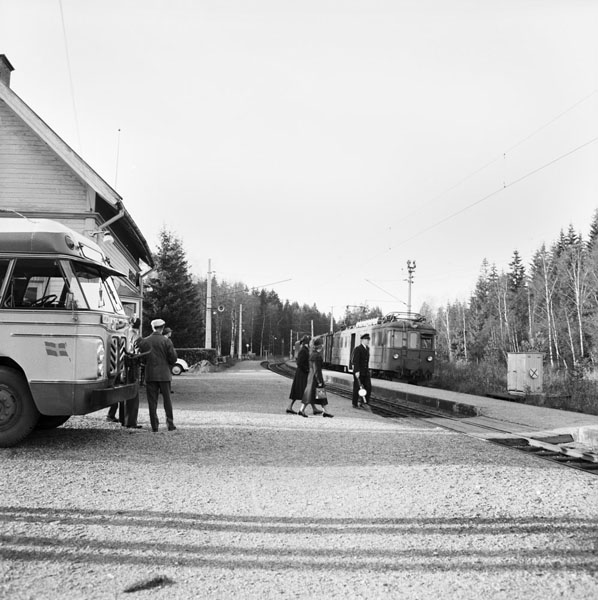
Samtrafik med tåg var en viktig trafikuppgift för SLO. Här buss och tåg i Rydbo 1959.

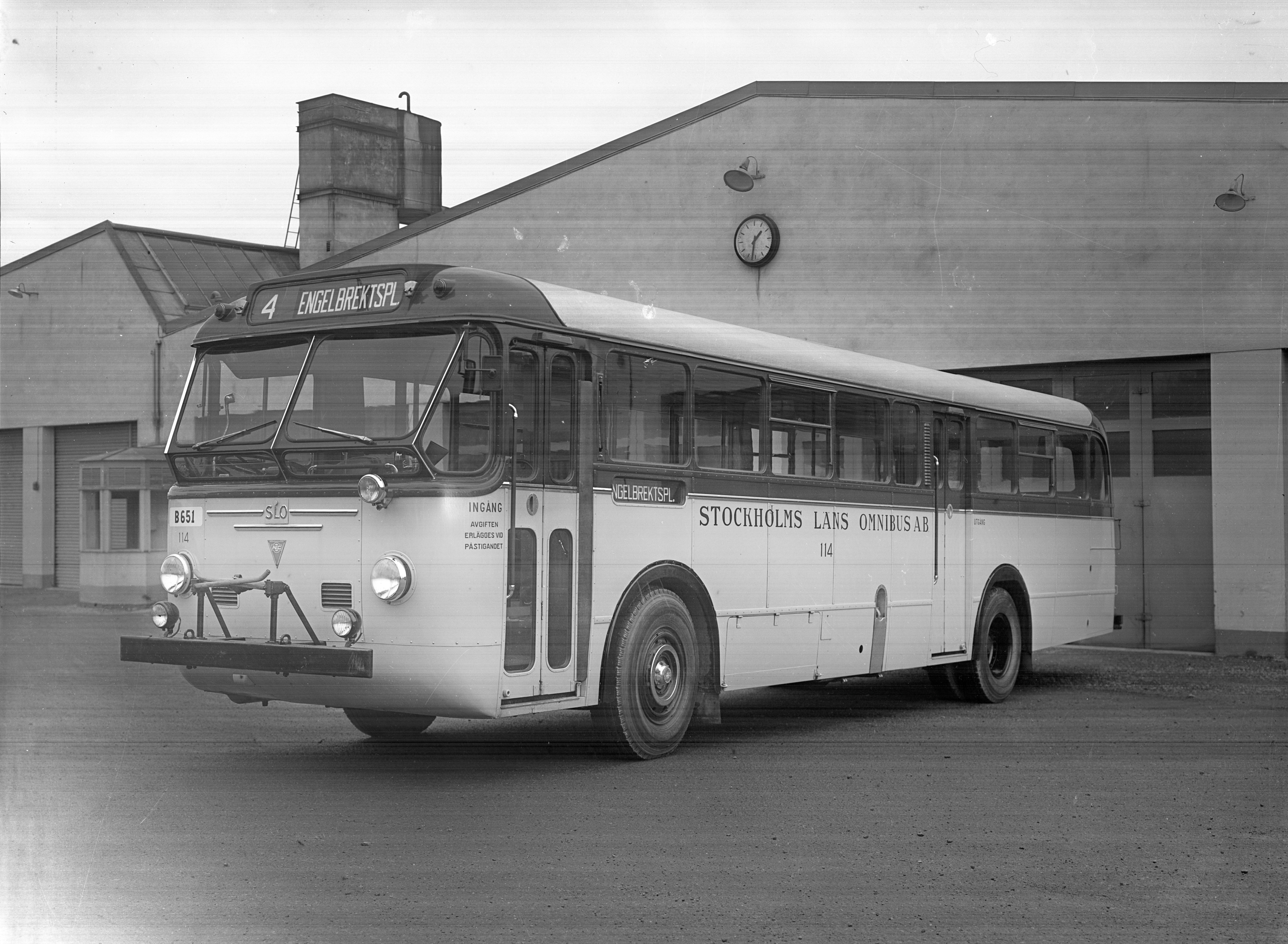
SLO buss utanför bussgaraget i Enebyberg, 1950-tal.

Den trafik som sedermera kom att bli SLO inleddes i och med att en med träbänkar försedd lastbil inledde trafik inom Enebyberg i samband med en strejk vid Roslagsbanan 1922. En konkurrerande verksamhet till denna startade 1923 av Ernst Kihlberg som 1925 övertog trafiktillståndet även för den förstnämnda verksamheten. I samband med Kihlbergs övertagande 1925 bildades Stockholms läns omnibus AB (SLO) som då bedrev trafik på linjerna Stockholm–Roslags Näsby och Stockholm–Enebyberg.
Den ökande privatbilismen och busstrafiken kom att utgöra en beaktansvärd konkurrent till järnvägstrafiken. Detta föranledde att Stockholm-Rimbo järnvägsaktiebolag (SRJ) beslöt förvärva samtliga aktier i SLO i maj 1927. SLO inledde därefter en kraftig expansion genom att annan busstrafik inom SRJ:s trafikområde köptes in och övertogs. Däribland Stockholm–Täby–Vallentuna–Markim och Roslags Näsby–Gribbylund.
1932 bildade SRJ även ett annat bussbolag, Norra Upplands Omnibusaktiebolag (NUO), och 1935 hade linjenätet växt så att SLO och NUO tillsammans trafikerade 33 linjer om 656 km med 57 bussar och 19 lastbilar i Stockholms nordöstra närområde och i hela östra Uppland med Roslagen. SRJ använde busstrafiken som ett komplement till järnvägstrafiken och kunde genom busslinjer i Stockholms närområde dra in ett stort antal hållplatser närmast Stockholm vilket medgav snabbare förbindelser mellan Stockholm östra och banans avlägsnare delar. I övrigt bedrevs busstrafik som matarlinjer till järnvägen inom hela trafikområdet.
1 juli 1951 köptes SRJ av staten varigenom SLO indirekt kom att bli ett dotterbolag till SJ och 1953 införlivades NUO i SLO. 
1 juli 1959 uppgick SRJ i SJ och därmed integrerades även SLO i SJ Buss. Trafiken organiserades som Danderyds billinjegrupp i området söder om en linje Norrtälje -Rimbo och norr därom kom att ingå i Uppsala billinjegrupp. Danderyds billinjegrupp övergick till AB Storstockholms Lokaltrafik (SL) den 1 februari 1969.
Bussarna var blekgula med grön överdel. Under senare tid oftast med texten "SLO, Stockholms Läns Omnibuss, Alundadistriktet" (alt. Enebybergs-, Norrtälje-, Östhammarsdistriktet) fördelat på tre rader.